# Miwa Yonetsu
Miwa Yonetsu (米津 美和, Yonetsu Miwa, Osaka, 4 december 1979) is een Japans voormalig voetbalster.

## Carrière

### Clubcarrière
Yonetsu speelde tussen 2004 en 2011 voor INAC Kobe Leonessa. In acht jaar speelde zij er 129 competitiewedstrijden. Met deze club werd zij in 2011 kampioen van Japan. In 2011 beëindigde zij haar carrière als voetbalster.

### Interlandcarrière
Yonetsu maakte op 29 juli 2009 haar debuut in het Japans vrouwenvoetbalelftal tijdens een vriendschappelijke wedstrijd tegen Duitsland. Ze heeft twee interlands voor het Japanse vrouwenelftal gespeeld.

## Statistieken
| Japans vrouwenvoetbalelftal | Japans vrouwenvoetbalelftal | Japans vrouwenvoetbalelftal |
| Jaar                        | Wed.                        | Dlp.                        |
| --------------------------- | --------------------------- | --------------------------- |
| 2009                        | 2                           | 0                           |
| Totaal                      | 2                           | 0                           |